# Karl Theodor Kipp
Karl Theodor Kipp (* 7. März 1896 in Erlangen; † 24. Juli 1963 in Bonn) war ein deutscher Rechtswissenschaftler an der Universität Bonn.

## Leben
Karl Theodor Kipp war der Sohn des Rechtswissenschaftlers Theodor Kipp und dessen Ehefrau Else, geborene Horn. Mit seinen beiden jüngeren Schwestern Hildegard und Elisabeth wuchs er in einem orthodox-evangelischen Elternhaus auf. Nach dem Umzug der Familie von Erlangen nach Berlin verbrachte er dort seine Schulzeit und legte im März 1914 das Abitur ab. Kipp absolvierte ein rechtswissenschaftliches Studium unterbrochen von der Teilnahme am Ersten Weltkrieg, wo er als Offizier unter anderem mit dem Eisernen Kreuz I. und II. Klasse ausgezeichnet wurde. Ende Januar 1919 wurde er aus der Armee entlassen und führte in Berlin sein Studium fort. Während der Berliner Märzkämpfe war er als Angehöriger eines Freikorps an deren Niederschlagung beteiligt. Er beendete sein Studium im Dezember 1920 mit dem Referendarexamen.
Kipp promovierte am 7. April 1922 mit einer strafrechtlichen Dissertation (Die Lehre von der Teilnahme nach dem Strafgesetzentwurf von 1919) an der Friedrich-Wilhelms-Universität zu Berlin bei Eduard Kohlrausch. In den darauf folgenden Jahren arbeitete er als Assistent am deutsch-belgischen Gemischten Schiedsgerichtshof und am Kaiser-Wilhelm-Institut für ausländisches und internationales Privatrecht. Er habilitierte sich 1927 bei Martin Wolff. Seine Lehrberechtigung umfasste Bürgerliches Recht, Vergleichende Rechtswissenschaft und Internationales Privatrecht. Er erhielt 1932 ein Extraordinariat an der Universität Bonn, welches 1935 in eine Ordentliche Professur umgewandelt wurde. Er war außerdem wiederholt Dekan der Rechtswissenschaftlichen Fakultät.
1933 schloss Kipp sich dem Stahlhelm, Bund der Frontsoldaten an. Im Februar 1935 wurde er Rektor der Universität. Am 30. August desselben Jahres sah er sich gezwungen, sein Amt als Rektor niederlegen, da seine Ehefrau Hedwig Kipp bei dem jüdischen Metzgermeister Leo Grüneberg eingekauft hatte. Der Westdeutsche Beobachter, eine der NSDAP zugehörige Zeitung, hatte Kundenlisten veröffentlicht, auf denen auch der Name Kipps auftauchte. Kipp erstattete über den Vorfall selbst Bericht und nahm die Verantwortung auf sich. Zwischen 1937 und 1940 war er wieder Dekan. Am 12. September 1940 beantragte Kipp die Aufnahme in die NSDAP und wurde zum 1. Oktober desselben Jahres aufgenommen (Mitgliedsnummer 8.307.125). Im Zweiten Weltkrieg diente er als Hauptmann der Reserve in der Wehrmacht. Seit Januar 1942 war er im Wehrmachtführungsstab in Berlin tätig.
1946 wurde Kipp von der Militärregierung als „known active militarist“ entlassen. 1949 wurde er in einem Entnazifizierungsverfahren rehabilitiert. Demnach hatte er sich im Rahmen seiner Tätigkeit im Wehrmachtführungsstab wie auch als Dekan „relevanter Vergehen nicht schuldig gemacht“ und konnte erneut als Professor und Dekan in Bonn tätig werden.
Kipp hatte seit seiner Habilitationsschrift nichts mehr veröffentlicht und tat sich vor allem in der Lehre und in universitären Leitungspositionen hervor.

## Schriften
- Die Lehre von der Teilnahme nach dem Strafgesetzentwurf von 1919, (Dissertation), Berlin 1922, OCLC 1075274751.
- Rechtsvergleichende Studien zur Lehre von der Schlüsselgewalt in den romanischen Rechten. (Habilitation), Verlag Julius Springer, Berlin 1928, OCLC 803194628.